# Herzogtum Sieradz

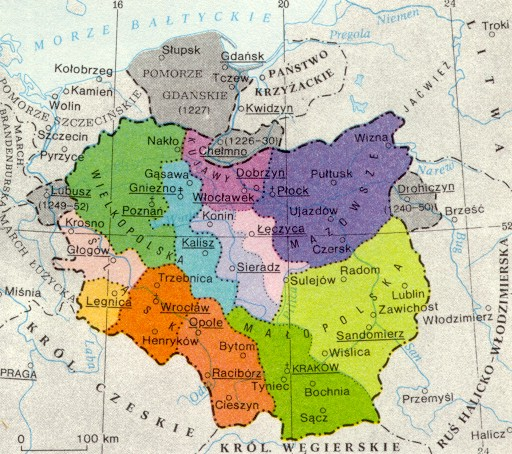
Herzogtum Łęczyca um 1275 (grau)

Das Herzogtum Sieradz (polnisch Księstwo sieradzkie, lateinisch Ducatus Siradiae) war ein Teilfürstentum Polens von 1264 bis 1339 mit der Hauptfeste Sieradz.

## Geschichte
1231 schuf Herzog Konrad von Masowien unter Abspaltung aus der Senioratsprovinz das Herzogtum Łęczyca aus den Provinzen Land Łęczyca, Land Sieradz und weiteren kleineren Ländereien. 1264 wurde das Herzogtum Sieradz aus dem Herzogtum Łęczyca ausgegliedert. 1339 starb der letzte Herzog von Sieradz Przemysł von Kujawien und das Herzogtum fiel als erledigtes Lehen an das Königreich Polen, wo es in die Woiwodschaft Sieradz umgewandelt wurde.

## Herzöge
- Leszek der Schwarze 1262–1288
- Władysław I. Ellenlang 1288–1299 und 1306–1327
- Wenzel II. (Böhmen) 1299–1305
- Wenzel III. (Böhmen) 1305–1306
- Przemysł von Kujawien 1327–1339